# Mohammad Rasoulof
Mohammad Rasoulof, pers. محمد رسول‌اف (ur. 16 listopada 1972 w Szirazie) – irański reżyser, scenarzysta i producent filmowy. 
Studiował socjologię w Teheranie. Zadebiutował filmem fabularnym Gagooman (2002), w którym przebywający w więzieniu mężczyzna i kobieta są ze sobą swatani. 
Jego projekty doceniano na najważniejszych festiwalach filmowych na świecie. Trzykrotnie nagradzano go na MFF w Cannes w ramach sekcji „Un Certain Regard”: Pożegnanie (2011) dostało nagrodę za najlepszą reżyserię, Nagrodą FIPRESCI wyróżniono Rękopisy nie płoną (2013), a Nagrodę Główną w ramach tej sekcji otrzymał za Uczciwego człowieka (2017).
Ze względu na swoją twórczość, w której krytycznie przygląda się irańskiej rzeczywistości, reżyser od 2010 jest nieustannie nękany przez tamtejszy wymiar sprawiedliwości. Był wielokrotnie aresztowany, w 2017 skonfiskowano mu paszport, w 2019 za „szerzenie antyirańskiej propagandy” w filmie Uczciwy człowiek skazano go na rok więzienia i dwuletni zakaz opuszczania kraju. Rasoulof złożył wtedy apelację i nakręcił film Zło nie istnieje (2020). Ten poświęcony tematyce kary śmierci dramat przyniósł mu Złotego Niedźwiedzia na 70. MFF w Berlinie. Rok później Rasoulof zasiadał zdalnie w jury konkursu głównego na 71. MFF w Berlinie.
W 2020 sąd odrzucił apelację, podtrzymał wyrok roku więzienia oraz dwuletniego zakazu kręcenia filmów. Reżyser od 2017 nie może spotkać się ze swoją rodziną mieszkającą w Hamburgu. Za Rasoulofem nieustannie wstawiają się europejscy i irańscy filmowcy, apelując o jego uwolnienie i protestując przeciwko skierowanym wobec niego represjom.